# Теория моды (журнал)
«Теория моды» — научно-теоретический и культурологический журнал, выпускаемый издательством «Новое Литературное Обозрение». Шеф-редактор журнала — Людмила Алябьева.

## История
Журнал «Теория моды: одежда, тело, культура» — российский гуманитарный журнал, посвященный моде как феномену культуры. Выходит в издательстве «НЛО» с 2006 года. Является отечественной версией американского журнала Fashion Theory: The Journal of Dress, Body & Culture. Круг тем — история костюма и дизайна, телесные практики, исторические представления о красоте и модной фигуре, мода и городская жизнь (архитектура, уличная мода), мода и искусство, гендерные конструкции, теория цвета и специфика текстиля.
В журнале публикуются материалы о творчестве известных дизайнеров, о проблемах потребления моды, а также статьи на темы — исследования моды,
мода и фотография, мода и кино, мода и литературный контекст, феномен знаменитостей. На страницах журнала публикуются исследования крупнейших российских и западных специалистов в области теории моды.

## Концепция
«Теория моды» позиционирует себя как издание для тех, кто проявляет интерес к теории и истории костюма, а также для тех, кто ориентирован на профессиональную деятельность в модной индустрии. Журнал посвящен междисциплинарным исследованиям моды и поддерживает академический исследовательский вектор, что отличает его от «глянцевых» журналов, связанных, прежде всего с коммерческим представлением моды. На страницах журнала публикуются материалы, связанные с вопросами моды и стиля в широком гуманитарном контексте.
Также журнал проводит лекции зарубежных и отечественных специалистов по моде и костюму.
По инициативе редакции журнала в университетах РГГУ и ВШЭ основаны программы по изучению теории моды.
Журнал входит в список рекомендуемых периодических изданий Факультета искусствоведения и культурологии УрГУ им. Горького

## Авторы
- Людмила Алябьева[5][6], Российский государственный гуманитарный университет
- Ребекка Арнольд[7][8] — Институт искусства Курто
- Джурджа Бартлетт[9] — Лондонский колледж моды (Лондонский университет искусств)
- Кристофер Бруард[10][11] — Эдинбургский университет, профессор.
- Ольга Вайнштейн[12][13][14] — Российский государственный гуманитарный университет, доктор филологических наук.
- Екатерина Васильева[15][16][17] — Санкт-Петербургский государственный университет.
- Элина Войцеховская[18][19][20] — историк моды, поэт, переводчик.
- Оксана Гавришина[21][22] — Российский государственный гуманитарный университет
- Линор Горалик[23][24][25] — писатель, поэт, историк моды.
- Юлия Демиденко[26][27] — Государственный музей истории Санкт-Петербурга, заместитель директора по научной работе
- Катриона Келли[28] — Оксфордский университет
- Раиса Кирсанова[29] — Государственный институт искусствознания, Московский государственный университет, доктор искусствоведения
- Ингун Гримстад Клепп[30] — Национальный институт изучения потребительского рынка, Осло
- Дженнифер Крейк[31] — Квинслендский университет
- Наталия Лебина[32][33] — Российский научно-исследовательский институт культурного и природного наследия имени Д. С. Лихачёва, доктор исторических наук, профессор.
- Питер Макнил[34][35] — исследователь, историк моды.
- Ольга Матич[36] — Калифорнийский университет в Беркли
- Елена Мельникова-Григорьева[37][38] — Тартуский университет
- Александр Мещеряков[39] — Институт стран Азии и Африки
- Эмма Уиддис[40] — исследователь, теоретик и историк моды
- Элизабет Уилсон[41][42] — Лондонский колледж моды (Лондонский университет искусств)
- Валери Стил[43][44] — Йельский университет, Институт технологии моды (FIT), директор музея, куратор, профессор
- Дик Хебдидж[45] — Калифорнийский университет в Санта-Барбаре
- Джон Харви[46][47] — Кембриджский университет
- Джоан Энтуисл[48] — Королевский колледж, Лондон

## Книжная серия
С 2010 года журнал издает свою книжную серию — «Библиотека журнала Теория моды». В частности, в ней вышли следующие книги:
- Бруард К. Костюм: стиль, форма, функция. М.: Новое литературное обозрение, 2018. — 152 с.
- Липовецкий Ж. Империя эфемерного. М.: Новое литературное обозрение, 2012. — 336 с.
- Руан К. Новое платье империи. М.: Новое литературное обозрение, 2011. — 416 с.: ил. ISBN 978-5-86793-881-9
- Рокамора А. Одевая город. М.: Новое литературное обозрение, 2017. — 224 с.
- Стил В. Корсет. М.: Новое литературное обозрение, 2010. — 272 с.: ил. ISBN 978-5-86793-775-5 (ошибоч.)
- Стил В. Готика. Мрачный гламур. М.: Новое литературное обозрение, 2011. — 192 с.: ил. — ISBN 978-5-86793-850-5
- Уилсон Э. Облаченные в мечты. Мода и современность. М.: Новое литературное обозрение, 2012. — 228 с.
- Харви Д. Люди в чёрном. М.: Новое литературное обозрение, 2010. — 304 с.: ил. — ISBN 978-5-86793-813-0

## Научная редколлегия
- Андрей Бартенев Архивная копия от 29 апреля 2009 на Wayback Machine, художник
- Джурджа Бартлетт, Лондонский колледж моды
- Кристофер Бруард, Музей Виктории и Альберта
- Вайнштейн, Ольга Борисовна // Большая русская биографическая энциклопедия (электронное издание). — Версия 3.0. — М.: Бизнессофт, ИДДК, 2007., РГГУ
- Оксана Гавришина, РГГУ
- Юлия Демиденко, заместитель директора по научной работе в Государственном музее истории Санкт-Петербурга
- Ирина Крутикова, дизайнер, Международный фонд развития моды
- Раиса Кирсанова, Государственный институт искусствознания
- Анна Лебсак-Клейманс Архивная копия от 31 августа 2011 на Wayback Machine,Fashion Consulting Group
- Оксана Секачева, дизайнер, кандидат искусствоведния
- Валери Стил, Музей института технологии моды, Нью-Йорк
- Элизабет Уилсон, Лондонский колледж моды
- Кэролайн Эванс, Центральный колледж искусства и дизайна Сен-Мартинс, Лондон